# Caecilia crassisquama
Caecilia crassisquama е вид безкрако земноводно от семейство Caeciliidae.

## Разпространение и местообитание
Видът е разпространен в Еквадор.
Обитава райони с тропически и субтропичен климат, гористи местности, склонове, градини и плантации.